# Cine de Gambia
El Cine de Gambia es diverso y diferente. Entre los proyectos provenientes del país africano están algunos como la serie Roots y las películas Hand of Fate, Jaha's Promise y Jangi Jollof. También existen una gran cantidad de películas rodadas en Gambia como: The Mirror Boy, Gambia, The Smiling Coast, actrices destacadas como Rosaline Meurer y muchos directores de cine gambianos como Mariama Khan, Ibrahim Ceesay y Prince Bubacarr Aminata Sankanu. Desde 2015, el país también realiza el Festival Internacional de Cine Cinekambiya.

## Películas

### Beyond: An African Surf Documentary
"Beyond - An African Surf Documentary" sigue a los lugareños a lo largo de la costa de Marruecos, el Sahara Occidental, Mauritania, Senegal y Gambia hasta sus hogares, visita sus lugares de surf y echa un vistazo a sus vidas como surfistas. Este documental presenta la historia, cultura y estilo de vida de los residentes, así como de los viajeros europeos a lo largo de la costa africana. A pesar de las diferencias, el vínculo que los une es el surf.

### Gambia: Take Me to Learn My Roots
Take Me To Learn My Roots lleva al espectador a un viaje a través de Gambia, su cultura y la vida de los lugareños. Es una película sobre amigos perdidos y amigos encontrados. Una misión de madres solteras para enseñar a sus hijos mestizos sobre sus raíces en África Occidental. Una historia de 30 años en desarrollo, que abarca 3 generaciones, a 4,000 millas de casa.

### Hand of Fate
"The Hand of Fate", elegida como "Mejor película indígena" en los premios Nollywood y African Film Critics 'Awards (premios Oscar africanos) celebrados en Washington D. C., también se proyectó en Etiopía como parte de la Celebración del 50 aniversario de la Unión.
El director, Ibrahim Ceesay, fue nominado a Mejor director y John Charles Njie, nominado a Mejor actor, para los premios Nollywood y Africa People's Choice Awards.
La película explora el tema del matrimonio precoz y sus efectos negativos en el desarrollo de las niñas.

### Jaha's Promise
La película sigue a Jaha, una activista que, a los 26 años, fue reconocida como una de las “100 personas más influyentes” de la revista Time 2016. Llena del crudo drama de los conflictos personales, familiares, religiosos y políticos, "Jaha's Promise" es una narrativa de cambio individual y social.

### Jangi Jollof
La historia refleja la vida de un joven de Gambia, narrando su lucha por adquirir educación universitaria. La película puede ser una gran fuente de inspiración y guía para los jóvenes. También cuenta con una banda sonora que exuda la belleza y profundidad de la herencia cultural de Gambia. Monica Davies ganó el premio a la Mejor Actriz por su papel en Jangi Jollof, mientras que el premio al Mejor Guion fue para la autora del libro “Jangi Jollof” que inspiró el guion de la película.

### Welcome to the Smiling Coast: Living in the Gambian Ghetto
Welcome to the Smiling Coast es un largometraje documental que ofrece una visión poco común de la vida cotidiana de quince jóvenes que luchan por ganarse la vida en los márgenes de la industria turística de Gambia. Aunque es el país más pequeño del continente africano, Gambia se ha convertido en un destino turístico popular debido a su clima cálido, abundante vida silvestre e intimidad barata.